# 坂本正元
坂本 正元（さかもと まさもと、1941年1月1日 - ）は、日本の経営者。富士ゼロックス(現在の富士フイルムビジネスイノベーション)社長を務めた。

## 来歴・人物
神奈川県出身。1964年に慶應義塾大学法学部政治学科を卒業し、同年に富士ゼロックスに入社。1988年1月に取締役、1992年1月に常務、1993年1月に専務、1996年1月に副社長を経て、1998年1月に社長に就任。2002年6月に相談役に就任。
2002年11月に藍綬褒章を受章。